# Пёс — нам не товарищ
«Пёс — нам не товарищ» (англ. Dog Trouble, другие варианты — Собачья проблема, Собачьи хлопоты) — американский мультфильм 1942 года, а также 5-й эпизод мультсериала «Том и Джерри». Снят по системе Техниколор в мультипликационном отделении Metro-Goldwyn-Mayer. Премьера состоялась 18 апреля 1942 года.
Первое появление Спайка. А также первая серия, где Том и Джерри становятся друзьями.
В 2010 году серия была включена в DVD-сборник Warner Home Video «Том и Джерри: Роскошная юбилейная коллекция».

## Сюжет
Джерри бежит по скатерти, но с места не сдвигается. Пока Джерри бежит, Том тянет ткань, как беговую дорожку. Том достигает конца ткани, и Джерри перебегает на другую сторону стола, когда Том преследует. Джерри пытается остановиться в конце стола, но открытый рот Тома поджидает! Хотя он не может остановиться, Джерри использует один из усов кошки, чтобы отбросить себя обратно, а затем убегает в свою норку. Затем Том стучит в стену, чтобы Джерри вышел, и затем уходит за угол, ждать в засаде. Джерри пробирается на цыпочках через электрическую розетку по другую сторону стены. Он видит мышеловку и толкает её, чтобы Том прищемил об неё свой хвост. Когда прыгающий хвост кота неоднократно промахивается, Джерри просто делает свою работу сам, а затем бежит прочь, когда Том визжит в агонии, держа пульсирующий хвост.
Джерри пытается выбежать за дверь, но он натыкается прямо на большого спящего бульдога (Спайк) и почти бьет его. Погоня Тома запускает его в собаку, заставляя их обоих поцеловаться. Спайк просыпается в злости от этого возмущения и кот убегает, находя убежище на лампе. Джерри получает должное, а когда Спайк слышит его смех над несчастьем Тома и начинает преследовать мышь вместо этого. Джерри убегает, взбираясь на часы с кукушкой, но случайно активирует его, заставляя птицу выскочить с Джерри, висящим на нем, в его попытке дать Спайку несколько неудачных шансов укусить его.
В восторге Том спускается с лампы, но бдительный бульдог заставляет его подняться обратно. То же самое происходит и с Джерри, и на этот раз, когда кукушка выскакивает с Джерри на борту, Спайку удается уничтожить кукушку, но мышонок увернулся. Тем не менее, Джерри борется в воздухе, чтобы держаться за свою жизнь. Том снова пытается тихонько улизнуть и преуспевает, пока пол не скрипит, заставляя Спайка снова погнаться за котом. За кадром слышны звуки ужасающей драки, и подавленный мышонок решает помочь своему сопернику в борьбе с большей опасностью. Кот прыгает на стол, когда Спайк пытается укусить его, и Джерри свистит тому, чтобы присоединиться к нему на вершине часов, где безопасно. Чтобы избежать следующего укуса, Том прыгает до самых часов, но его хватка неустойчива, и усы Тома начинают щелкать под напряжением. Когда он начинает падать, кот нащупывает в воздухе безопасное место, и Том в благодарность протягивает Джерри руку. Когда Джерри теряет равновесие, пытаясь пожать коту руку, Том возвращает должок и спасает его, опустив хвост, чтобы вытащить его изо рта Спайка, и теперь, когда этот союз был полностью скреплён, они пожимают друг другу руки. Когда Спайк продолжает угрожающе рычать на них, Том и Джерри приходят к выводу, что у них нет выбора, кроме как действовать по принципу: Враг моего врага — мой друг.
Новые союзники работают вместе; Джерри пробирается через потолок, спускается по занавеске и попадает в корзину для шитья. Он привязывает кусочек длинной нити к своему телу и начинает пробираться через дом. В качестве прикрытия плана Джерри, Том насмехается над Спайком и протягивает ему хвост, постоянно подтягивая его каждый раз, когда Спайк пытается укусить его. Между тем, мышонок соткал всю пряжу через дом как ловушку для Спайка. Джерри подкрадывается сзади Спайка, подтягивается сзади и пинает его сзади, заставляя Спайка визжать от боли. Когда Спайк приземляется, Джерри высовывает язык и бросает губы Спайка на его лицо, провоцируя Спайка преследовать его. Затем Джерри прячется за углом и Спайк попадает в ловушку, полностью разрушая комнату. Это заставляет Мамочку-Два Тапочка появиться и вышвырнуть Спайка Том и Джерри машут псу на прощание, и Том расслабляется. Хвост Тома попадает в другую мышеловку, и, несмотря на скорбное отрицание Джерри, погоня возобновляется.

## Роли озвучивали
- Гарри Э. Лэнг и Уильям Ханна — Том
- Уильям Ханна — Джерри
- Лиллиан Рэндольф — Мамочкa-два-тапочка
  - Джун Форей — Мамочкa-два-тапочка (дубляж 1960-х годов)
  - Теа Видале — Мамочкa-два-тапочка (переозвучивание 1989 года)
- Билли Блэтчер — Спайк

## Восприятие
Критик и историк анимации Майкл Барье в своей книге «Голливудские мультфильмы. Американская анимация в её Золотой век» отмечал, что в Dog Trouble Ханна и Барбера по-прежнему находятся в поисках баланса между хронометражом и наполнением сюжета. По его мнению, даже несмотря на яркую сцену погоди Спайка за Томом, в целом эпизод остался скучным, хотя и выглядит в целом лучше, чем более ранние серии.
По мнению обозревателя Cartoon Research Девона Бакстера, эпизод заслуживает внимания развитием отношений между Томом и Джерри с попыткой ухода от архетипного «кошки-мышки»(несмотря на заключённое перемирие против общего врага, в конце персонажи снова ссорятся), а также удачной работой аниматоров — Ирвена Спенса и Сесила Сарри. Образ Спайка, по его словам, был позаимствован из мультфильма 1941 года «Уличная кошка», снятого режиссёром Хью Херманом.